# Schweizer Patenschaft für Berggemeinden

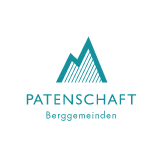
Logo

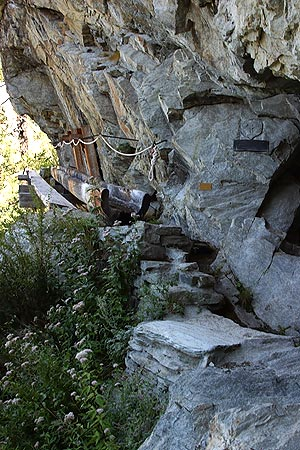
Wasserleitung "Suone" Baltschiedertal

Die Schweizer Patenschaft für Berggemeinden ist ein Schweizer Verein  und bietet projektbezogene Hilfe für Berggebiete. Neben privaten Initiativen (Schweizer Berghilfe usw.) wurde die Infrastruktur in den Berggebieten von 1974 bis 2007 mit dem Investitionshilfefonds IHG auch vom Bund unterstützt. Die Hilfe ans Ausland erfolgte (Schweizer Spende) und erfolgt durch andere Organisationen.

## Vereinszweck
Der Verein will das Gefälle zwischen den wohlhabenden und wirtschaftlich benachteiligten Regionen der Schweiz abbauen helfen und dazu beitragen, dass die Bergregionen bewohnbar und bewirtschaftet bleiben, in dem er
- unterstützungsbedürftigen Gemeinden, Genossenschaften und Korporationen im schweizerischen Berggebiet vor allem finanziell bei der Lösung von Infrastrukturaufgaben hilft
- in Not geratene Familien und Einzelpersonen im Berggebieten unterstützt
- die Solidarität mit der Bergbevölkerung pflegt und fördert[1].

## Vereinsgründung
Im Oktober des Kriegsjahres 1940 wurde der Verein «Schweizerische Patenschaft für bedrängte Gemeinden» vom Schweizer Chirurgen Paul Cattani zusammen mit seiner Frau und drei weiteren Initianten gegründet. Damit wollten die Cattanis ihre persönliche Patenschaft mit der Tessiner Berggemeinde Corticiasca zu einem gesamtschweizerischen Modell erweitern.
Trotz anfänglichen Schwierigkeiten – der Kanton Zürich wollte die geplante Geldsammlung aufgrund des Armengesetzes, das Betteln verbot, untersagen und das Kriegsfürsorgeamt lehnte das Gesuch vorerst ab – gelang es schliesslich mit Hilfe der Medien und dank grosszügigen Spenden von wohlhabenden Gemeinden, Konsumvereinen und grossen Firmen die Vision zu verwirklichen, wie der damalige Jahresbericht bestätigte: «Die Patenschaftsbewegung ist auf dem besten Weg, ein schönes und starkes Band der eidgenössischen Solidarität zwischen den Göttis im Tiefland und jenen bedürftigen Gemeinden zu weben, die nicht aus eigener Kraft imstande sind, sich selbst zu helfen.»

## Vereinstätigkeit
Die Patenschaft erhält jährlich etwa 350 Hilfsgesuche (Stand 2019) von Gemeinden, die sie durch Experten vor Ort überprüfen lässt. Anschliessend werden Geldgeber für die geplanten Projekte gesucht. Die Art der Projekte ist sehr vielfältig. Neben Infrastrukturvorhaben wie der Bau und Unterhalt von Strassen, der Wasserversorgung, von Kläranlagen und Kanalisation, der Wildbachverbauung, Schulhaussanierungen usw. können sie auch Beiträge für Jugendliche aus abgelegenen Berggemeinden zum Besuch der Mittelschule beinhalten. Bei Naturkatastrophen wie Lawinen, Überschwemmungen, Erdrutschen und Sturmschäden werden spezielle Sammelaktionen durchgeführt. Neben der finanziellen Unterstützung werden zum Beispiel auch Schuhmacher-, Schreiner-,  Heilkräutersammelkurse und Kurse zur Betreuung alter Leute und Kinder durchgeführt. Die ärztliche Betreuung der Bergbevölkerung war immer ein wichtiges Anliegen des Vereins. Anfänglich wurden Arztpraxen errichtet und Ambulanzen angeschafft, während heute die Altenpflege und der Bau von Alters- und Pflegeheimen im Vordergrund stehen.
Mit der vierteljährlich erscheinenden Zeitschrift Patenschafts-Post – die auch auf der Homepage im Internet eingesehen werden kann – werden Spender und Interessierte über neue und fertige Projekte sowie den Fortschritt bei den unterstützten laufenden Projekten mit ausführlichem Text und Fotos informiert.
Seit Mai 2014 ist der ehemalige Bundesrat Hans Rudolf Merz Präsident der Patenschaft für Berggemeinden.

### Finanzierte Projekte
Periode      und      Betrag in Schweizer Franken
- 1940 bis 1950      361'787.--
- 1951 bis 1960      656'269.--
- 1961 bis 1970    2'366'550.--
- 1971 bis 1980   14'959'548.--
- 1981 bis 1995  153'484'856.--
- 1996 bis 2000  113'718'800.--
- 2001 bis 2004  108'268'785.--

## Spenden und gegenseitige Hilfe
Bei den regelmässigen Spendenversänden kommen viele kleine Beträge aus der  Schweiz zusammen. Daneben gibt es temporäre und langjährige, feste Patenschaften, bei denen wohlhabende Gemeinden aus dem Unterland einzelne Berggemeinden unterstützen. Es gibt zurzeit (2006) 56 feste Patenschaften.
Die Patenschaft ist nach eigenen Angaben keine Einbahnstrasse. Sie hilft nicht nur die Berglandschaft attraktiv für die Touristen aus dem Unterland und dem Ausland zu machen, sondern sie verbindet Bergler und Talbewohner auch auf ideelle Weise: „…dass in einer schönen Wechselwirkung von Geben und Nehmen, von Helfen und Verstehen manch bleibendes Band geflochten wurde, das Menschen verschiedener Art zur Einheit eines wirklich eidgenössischen Volkes zusammenhält“. (P. Cattani).
Mit dem Inkrafttreten der Neuen Regionalpolitik (NRP) des Bundes wurde der Investitionshilfefonds IHG per 1. Januar 2008 aufgehoben. Seither müssen die Berggebiete vermehrt private Hilfsorganisationen wie die Patenschaft oder die Schweizer Berghilfe in Anspruch nehmen.